# Zbigniew Głowaty
Zbigniew Głowaty (ur. 4 marca 1932 roku w Hnilicach, zm. 20 czerwca 2014) – polski kolarz szosowy i przełajowy, startujący w latach 50. i 60. ubiegłego stulecia w barwach klubu Włókniarz Niemodlin. Wielokrotny uczestnik wyścigów Tour de Pologne oraz dwukrotny Wyścigu Pokoju (1958 – 15 m., 1959 – 78 m.).
Zmarł 20 czerwca 2014, pochowany na cmentarzu w Brzegu przy ul. Starobrzeskiej.

## Najważniejsze sukcesy
- 1956 – Mistrzostwa Polski w kolarstwie torowym - 4000 m drużynowo na dochodzenie - 1. miejsce
- 1957 – Mistrzostwa Polski w kolarstwie przełajowym – 2. miejsce
- 1957 – Tour de Pologne – zwycięzca 3 etapu
- 1958 – Mistrzostwa Polski w kolarstwie przełajowym – 3. miejsce
- 1958 – Tour de Pologne – 4. miejsce
- 1958 – Wyścig Pokoju – zwycięzca 11 etapu
- 1958 – Österreich-Rundfahrt – zwycięzca 4 i 5 etapu
- 1960 – Mistrzostwa Polski w kolarstwie przełajowym – 2. miejsce
- 1963 – Rás Tailteann – zwycięzca 5 etapu
- 1963 – Rás Tailteann – zwycięzca w klasyfikacji generalnej wyścigu